# Paul Mealor
 (mars 2021).
Si vous disposez d'ouvrages ou d'articles de référence ou si vous connaissez des sites web de qualité traitant du thème abordé ici, merci de compléter l'article en donnant les références utiles à sa vérifiabilité et en les liant à la section « Notes et références ».

Paul Mealor, né le 25 novembre 1975 à St Asaph (pays de Galles), est un compositeur britannique. Une grande partie de son répertoire est consacrée à la musique chorale, a cappella ou accompagnée.
Sa notoriété s'accroît en 2011 lorsque son motet Ubi Caritas est joué au mariage du prince William et de Catherine Middleton. Il compose ensuite la chanson Wherever You Are, devenue en 2011 la chanson de Noël numéro 1 des classements au Royaume-Uni. Il est également l'auteur d'un opéra, de trois symphonies, de concertos et de pièces de musique de chambre.